# Shisha no Sho
Shisha no Sho (死者の書, "El llibre del mort") és un llargmetratge d’animació stop motion històric budista japonès del 2005 dirigit per Kihachirō Kawamoto. Es tracta de la llegenda de Chūjō-hime que va traduir alguns dels significatius sutres de la Terra Pura del xinès al japonès, i es diu que va ser testimoni del teixit del mandala Taima per Amitabha Buda ell mateix i els seus assistents de tiges de lotus. És el seu segon llargmetratge, el primer és Rennyo and His Mother (1981) i està basat en la novel·la del mateix nom de Shinobu Orikuchi. Va aparèixer en un parell de festivals de cinema el 2005 abans d'estrenar-se a Japó l'11 de febrer de 2006 i des de llavors ha guanyat diversos premis a festivals d'animació internacionals. Es va projectar als cinemes de tot el Regne Unit a la primavera de 2008 com a part de Kawamoto: The Puppet Master, una temporada de gira del Watershed Media Center, i es va publicar en vídeo-DVD a Amèrica del Nord el 22 d'abril de 2008.

## Argument
Shisha no Sho està ambientat al període Nara cap a l'any 750 dC, l'època en què el budisme s'introduïa des de la Xina.
Iratsume, una dona jove d'una casa noble, s'obsessiona amb la nova religió i passa gran part del seu temps copiant a mà els sutra, intentant entendre els ensenyaments dels Buda. A la vigília de cada equinocci i solstici comença a veure una figura radiant semblant a Buda flotant entre els dos cims del llunyà mont Futakami. Un vespre, després de completar la seva mil·lèsima còpia d'un sutra, la seva visió de la figura que anhelava tornar a veure queda enfosquida per una tempesta de pluja. Perseguint-lo, s'allunya de la seva llar fins al peu de la muntanya, on arriba a un temple on les dones tenen prohibit l'entrada. Allà s'assabenta que la figura potser no és Buda, sinó l'ànima del príncep Ōtsu executat que deambula turmentat entre aquest món i l'altre. Quan l'ànima d'Iratsume i Ōtsu es troben, se senten obligats a unir-se. Forgen un vincle, aportant consol i pau els uns als altres, un vincle que permet que l'ànima del príncep trobi descans. La pel·lícula segueix l'ensenyament japonès que prové del budisme: que siguin qui siguin, amics o enemics, les ànimes dels morts necessiten ser alleujades. Kawamoto ha dit que la pel·lícula està dedicada a totes les persones innocents que han mort en les darreres guerres.

## Llibres
Shisha no Sho va rebre un premi a l'excel·lència d'animació al Japan Media Arts Festival del 2005.